# Mid-year Internationals 2008
Die Mid-year Internationals 2008 (auch als Summer Tests 2008 bezeichnet) waren eine vom 24. Mai bis zum 5. September 2008 stattfindende Serie von internationalen Rugby-Union-Spielen zwischen Mannschaften der ersten und zweiten Stärkeklasse.
Im Rahmen kurzer Touren traten europäische Mannschaften in mehreren Serien gegen Teams der Südhemisphäre an und trugen dabei je zwei Test Matches aus: England gegen Neuseeland, Wales gegen Südafrika, Schottland gegen Argentinien und Frankreich gegen Australien. Hinzu kam eine drei Spiele umfassende Tour der Barbarians.

## Ergebnisse

### Tour der Barbarians
| 24. Mai 2008 16:00 MESZ | Belgien | 10 : 84 | Barbarians | König-Baudouin-Stadion, Brüssel |
| 24. Mai 2008 16:00 MESZ | Bericht |         |            | König-Baudouin-Stadion, Brüssel |

| 27. Mai 2008 19:45 WESZ | Irland                                                                                 | 39 : 17        | Barbarians                                       | Welford Road Stadium, Leicester Schiedsrichter: Andrew Small (England) |
| 27. Mai 2008 19:45 WESZ | Versuche: Bowe Heaslip (2) Horgan (2) Erhöhungen: Wallace (4) Straftritte: Wallace (2) | (24:7) Bericht | Versuche: Newby Wannenburg Erhöhungen: Hewat (2) | Welford Road Stadium, Leicester Schiedsrichter: Andrew Small (England) |

| 1. Juni 2008 15:00 WESZ | England                                                          | 17 : 14        | Barbarians                                             | Twickenham Stadium, London Schiedsrichter: George Clancy (Irland) |
| 1. Juni 2008 15:00 WESZ | Versuche: Easter Tait Erhöhungen: Flood Brown Straftritte: Flood | (10:0) Bericht | Versuche: Mapusua Thomas Erhöhungen: Gomarsall Jackson | Twickenham Stadium, London Schiedsrichter: George Clancy (Irland) |

### Woche 1
| 7. Juni 2008 15:00 SAST | Südafrika | 43 : 17         | Wales                                                                                              | Free State Stadium, Bloemfontein Zuschauer: 32.685 Schiedsrichter: Dave Pearson (England) |
| 7. Juni 2008 15:00 SAST | Versuche: Jantjes 31. erh. de Villiers 47. erh. Spies 56. erh. Montgomery 71. erh. Erhöhungen: James (4/4) Straftritte: James (5) | (22:10) Bericht | Versuche: Roberts 37. erh. Williams 67. erh. Erhöhungen: Jones (1/1) Hook (1/1) Straftritte: Jones | Free State Stadium, Bloemfontein Zuschauer: 32.685 Schiedsrichter: Dave Pearson (England) |

| 7. Juni 2008 15:30 AST | Argentinien | 21 : 15        | Schottland                                       | Estadio Gigante de Arroyito, Santa Fe Zuschauer: 33.000 Schiedsrichter: Alan Lewis (Irland) |
| 7. Juni 2008 15:30 AST | Versuche: Tejeda 21. erh. Tiesi 80. n.erh. Erhöhungen: Todeschini (1/2) Straftritte: Todeschini (3) 19., 56., 74. | (10:9) Bericht | Straftritte: Paterson (5) 3., 24., 34., 42., 47. | Estadio Gigante de Arroyito, Santa Fe Zuschauer: 33.000 Schiedsrichter: Alan Lewis (Irland) |

| 7. Juni 2008 19:35 NZST | Neuseeland                                                                                   | 21 : 11       | Irland                                               | Westpac Stadium, Wellington Zuschauer: 33.743 Schiedsrichter: Chris White (England) |
| 7. Juni 2008 19:35 NZST | Versuche: Sivivatu 14. n.erh. Nonu 61. erh. Erhöhungen: Carter (1/2) Straftritte: Carter (3) | (8:8) Bericht | Versuche: Wallace 21. n.erh. Straftritte: O’Gara (2) | Westpac Stadium, Wellington Zuschauer: 33.743 Schiedsrichter: Chris White (England) |

### Woche 2
| 14. Juni 2008 15:00 | Südafrika | 37 : 21 SAST    | Wales                                                             | Loftus Versfeld Stadium, Pretoria Zuschauer: 45.000 Schiedsrichter: Lyndon Bray (Neuseeland) |
| 14. Juni 2008 15:00 | Versuche: de Villiers (2) 11. erh., 67. erh. Januarie 18. erh. du Plessis 80. erh. Erhöhungen: James (4/4) Straftritte: James (3) | (17:15) Bericht | Versuche: Cooper 22. erh. Erhöhungen: Williams Straftritte: Jones | Loftus Versfeld Stadium, Pretoria Zuschauer: 45.000 Schiedsrichter: Lyndon Bray (Neuseeland) |

| 14. Juni 2008 16:10 AST | Argentinien                                                   | 14 : 26        | Schottland                                                                   | Estadio José Amalfitani, Buenos Aires Schiedsrichter: Alain Rolland (Irland) |
| 14. Juni 2008 16:10 AST | Versuche: Agulla Fernández Lobbe Erhöhungen: Todeschini (2/2) | (0:16) Bericht | Versuche: Ford Morrison Erhöhungen: Paterson (2/2) Straftritte: Paterson (4) | Estadio José Amalfitani, Buenos Aires Schiedsrichter: Alain Rolland (Irland) |

| 14. Juni 2008 19:35 NZST | Neuseeland | 37 : 20       | England                                                                                 | Eden Park, Auckland Zuschauer: 45.000 Schiedsrichter: Nigel Owens (Wales) |
| 14. Juni 2008 19:35 NZST | Versuche: Smith 22. erh. Carter 28. erh. Muliaina 43. erh. Sivivatu 46. erh. Erhöhungen: Carter (4/4) Straftritte: Carter (3) | (3:6) Bericht | Versuche: Ojo (2) 38. erh., 72. erh. Erhöhungen: Barkley (2/2) Straftritte: Barkley (2) | Eden Park, Auckland Zuschauer: 45.000 Schiedsrichter: Nigel Owens (Wales) |

| 14. Juni 2008 20:05 AEST | Australien                                                                                   | 18 : 12        | Irland                                                                  | Docklands Stadium, Melbourne Zuschauer: 41.700 Schiedsrichter: Christophe Berdos (Frankreich) |
| 14. Juni 2008 20:05 AEST | Versuche: Barnes 6. n.erh. Horwill 21. erh. Erhöhungen: Giteau (1/2) Straftritte: Giteau (2) | (15:7) Bericht | Versuche: Leamy 15. erh. O’Driscoll 62. n.erh. Erhöhungen: O’Gara (1/2) | Docklands Stadium, Melbourne Zuschauer: 41.700 Schiedsrichter: Christophe Berdos (Frankreich) |

### Woche 3
| 21. Juni 2008 15:00 SAST | Südafrika                                                      | 26 : 0         | Italien | Newlands Stadium, Kapstadt Zuschauer: 36.623 Schiedsrichter: George Clancy (Irland) |
| 21. Juni 2008 15:00 SAST | Versuche: Steyn du Plessis (2) Mtawarira Erhöhungen: Steyn (3) | (14:0) Bericht |         | Newlands Stadium, Kapstadt Zuschauer: 36.623 Schiedsrichter: George Clancy (Irland) |

| 21. Juni 2008 19:35 NZST | Neuseeland                                                                                     | 44 : 12        | England                                     | AMI Stadium, Christchurch Zuschauer: 25.600 Schiedsrichter: Jonathan Kaplan (Südafrika) |
| 21. Juni 2008 19:35 NZST | Versuche: Kahui Carter Nonu Lauaki Cowan Erhöhungen: Carter (4) Donald Straftritte: Carter (3) | (20:0) Bericht | Versuche: Care Varndell Erhöhungen: Barkley | AMI Stadium, Christchurch Zuschauer: 25.600 Schiedsrichter: Jonathan Kaplan (Südafrika) |

### Woche 4
| 28. Juni 2008 15:00 AST | Argentinien                          | 12 : 13        | Italien                                                           | Estadio Mario Alberto Kempes, Córdoba Zuschauer: 45.000 Schiedsrichter: Matt Goddard (Australien) |
| 28. Juni 2008 15:00 AST | Straftritte: Hernández (2) Bosch (2) | (12:3) Bericht | Versuche: Ghiraldini Erhöhungen: Marcato Straftritte: Marcato (2) | Estadio Mario Alberto Kempes, Córdoba Zuschauer: 45.000 Schiedsrichter: Matt Goddard (Australien) |

| 28. Juni 2008 20:05 AEST | Australien | 34 : 13        | Frankreich                                                                           | ANZ Stadium, Sydney Zuschauer: 48.899 Schiedsrichter: Marius Jonker (Südafrika) |
| 28. Juni 2008 20:05 AEST | Versuche: Giteau 36. erh. Sharpe 42. erh. Elsom 46. erh. Mortlock 60. erh. Erhöhungen: Giteau (4/4) Straftritte: Giteau (2/2) 19., 50. | (10:6) Bericht | Versuche: Palisson Erhöhungen: Trinh-Duc (1/1) Straftritte: Yachvili (2/2) 1., 40.+2 | ANZ Stadium, Sydney Zuschauer: 48.899 Schiedsrichter: Marius Jonker (Südafrika) |

### Woche 5
| 5. Juli 2008 20:05 AEST | Australien | 40 : 10        | Frankreich                                                                                     | Suncorp Stadium, Brisbane Zuschauer: 49.542 Schiedsrichter: Paul Honiss (Neuseeland) |
| 5. Juli 2008 20:05 AEST | Versuche: Hynes 6. erh. Horwill 36. erh. Cross (2) 58. erh., 67. erh. Erhöhungen: Giteau (4/4) Straftritte: Giteau (4/4) 4., 16., 24., 30. | (26:3) Bericht | Versuche: Trinh-Duc 79. erh. Erhöhungen: Yachvili (1/1) Straftritte: Yachvili (2/2) 21., 40.+2 | Suncorp Stadium, Brisbane Zuschauer: 49.542 Schiedsrichter: Paul Honiss (Neuseeland) |